# Carlos Villarías
Carlos Villarías (ur. 7 czerwca 1892, zm. 27 kwietnia 1976) – hiszpański aktor. Najbardziej znany jako odtwórca roli hrabiego Drakuli w hiszpańskojęzycznym filmie grozy Dracula z 1931 roku. W tym samym czasie powstawała wersja anglojęzyczna filmu z Bélą Lugosim w roli głównej.